# إليزابيث سميث ميلر
إليزابيث سميث ميلر (بالإنجليزية: Elizabeth Smith Miller) هي سفرجات أمريكية، ولدت في 1842، وتوفيت في 1911.

## وصلات خارجية
- إليزابيث سميث ميلر على موقع الموسوعة البريطانية (الإنجليزية)